# 辛派特里
辛派特里，是匈牙利包尔绍德-奥包乌伊-曾普伦州所辖的一个村。总面积9.71平方公里，总人口220，人口密度22.7人/平方公里（2011年1月1日）。